# Uwe Boll
Uwe Boll (Wermelskirchen, 22 de junho de 1965) é um ex-diretor cinemátográfico alemão. Estudou na Universidade de Colônia onde se formou em Literatura (Letras).
Ficou conhecido por produzir adaptações de videogames para o cinema.
Alguns de seus filmes, como Seed: Assassino em Série, Postal, Alone in the Dark e House of the Dead, estão entre os 100 piores filmes de todos os tempos, segundo a avaliação do público do Internet Movie Database; por isto em 2009 foi indicado ao "prêmio" Framboesa de Ouro de pior carreira cinematográfica (categoria na qual foi o único concorrente).
A carreira de Boll é dividida em duas fases distintas: A primeira consiste em filmes (alguns, sendo adaptações de games) com um orçamento relativamente alto, atores famosos, porém, mal-recebidos pela crítica, como Alone in the Dark, que é frequentemente citado como um dos piores filmes de todos os tempos, BloodRayne, In the Name of The King, entre outros. A segunda consiste em filmes com orçamentos mínimos, atores, em sua maioria, desconhecidos, com alguns recebidos de forma mediana, ou até mesmo, positiva, como Rampage, sendo esse citado, como o melhor da sua carreira, o primeiro à receber críticas positivas, Assault on Wall Street, Darfur, entre outros.
Conhecido por sua personalidade agressiva, Boll já declarou que seus críticos são "donzelas" e chamou as pessoas que atacam seus filmes na internet de nerds. É um ex-boxeador amador, e por isso passou a convidar os autores das críticas mais agressivos aos seus filmes para lutas de boxe, numa série de eventos patrocinada por um site de apostas e que passou a ser conhecida como Raging Boll. Entre junho e setembro de 2006, Boll nocauteou todos os seis adversários que se atreveram a enfrentá-lo, chegando a quebrar o maxilar de Rich Kyanka do Something Awful e compará-lo a uma "mocinha rainha dos nerds covardes da Internet". Parou de lutar a pedido da associação de diretores de Hollywood, que ameaçou cassar sua licença  
Além dos golpes de boxe, Boll costuma se defender das críticas dizendo fazer o seu trabalho e lucrar com ele, e que seus detratores são "pervertidos emocionais" que estimam em demasia obras fictícias de videogame.

## Filmografia parcial
- 2001 - Blackwoods
- 2003 - House of the Dead
- 2005 - Alone in the Dark
- 2006 - In the Name of the King: A Dungeon Siege Tale
- 2007 - Postal
- 2007 - Seed: Assassino em Série
- 2008 - 1968: Tunnel Rats
- 2008 - Far Cry
- 2009 - Rampage
- 2009 - Darfur
- 2010 - Max Schmeling
- 2010 - BloodRayne 3: The Third Reich
- 2011 - In the Name of the King 2
- 2013 - Assault on Wall Street
- 2014 - Rampage: Capital Punishment
- 2016 - Rampage: President Down